# Lyža
La Lyža (in russo Лыжа?) è un fiume della Russia europea nordorientale, affluente di sinistra della Pečora.  Scorre nei rajon Ižemskij e Pečora e nel distretto della città di Usinsk della Repubblica dei Komi.
Nasce dai modesti rilievi collinari delle alture della Pečora, scorrendo successivamente in una zona prevalentemente pianeggiante e paludosa; scorre con direzione dapprima orientale, curvando quindi verso nord-ovest, volgendosi successivamente verso est, sfociando nella Pečora da sinistra, alcune decine di chilometri a monte della confluenza della Usa. Ha una lunghezza di 223 km; l'area del suo bacino è di 6 620 km².
Il maggior affluente è la Vadma (lunga 114 km) proveniente dalla sinistra idrografica.
Il fiume non incontra centri abitati di rilievo in tutto il suo corso, solo alla foce si trova il villaggio di Ust'-Lyža. È gelato, mediamente, da fine ottobre - inizio novembre a fine aprile - primi di maggio.